# Zbigniew Bujak
Zbigniew Bujak (f. 29. november 1954 i Łopuszno) er polsk politiker.
Han var en fremtrædende aktivist inden for den demokratiske opposition i den Polske Folkerepublik. Efter 1989 aktiv inden for Borgerbevægelsen Demokratisk Aktion (ROAD) , den Demokratisk-Sociale Bevægelse (RDS), Arbejdsunionen (UP) og Frihedsunionen (UW).